# Anatole zygia
Anatole zygia är en fjärilsart som beskrevs av Jacob Hübner 1806. Anatole zygia ingår i släktet Anatole och familjen Riodinidae. Inga underarter finns listade i Catalogue of Life.